# Haliophyle ignita
Haliophyle ignita är en fjärilsart som beskrevs av W. Warren 1913. Haliophyle ignita ingår i släktet Haliophyle och familjen nattflyn. Inga underarter finns listade i Catalogue of Life.